# جسر 227
جسر 227 (بالفارسية: پل 227) هو جسر تاريخي يعود إلى عصر الدولة البهلوية، ويقع في مقاطعة سوادكوه.